# Solo ante la ley
Solo ante la ley (título original: True Believer) es un drama estadounidense de Joseph Ruben del año 1989 con James Woods en el papel principal y Robert Downey Jr. en el papel principal secundario. 

## Argumento
En Nueva York el abogado Edward Dodd, que una vez era idealista, asume principalmente en el presente la defensa de narcotraficantes en los procedimientos penales. El graduado de la universidad Roger Baron, que admira a Dodd y que sabe de memoria su actuación en procesos penales de los años 60, se presenta ante Dodd y ambos trabajan desde entonces juntos. 
Baron convence a Dodd de asumir la defensa del coreano Shu Kai Kim, cuando su madre aparece ante él para que asuma su defensa, el cual está en la cárcel desde hace ocho años por un asesinato que dice que no cometió y el cual mató en la cárcel a otro en una pelea entre bandas rivales, en la que dice, que actuó en defensa propia. Además recibe la ayuda de una investigadora privada que conoce llamada Kitty Greer, que ansía participar en un caso judicial.
Dodd consigue reabrir el caso y llevarlo a los tribunales. También descubre en los testimonios numerosos puntos débiles. Adicionalmente es agredido de forma misteriosa por un agresor en un intento de intimidación. Persiguiéndolo con éxito él descubre que está adicto a la heroína y además lo descubre muerto de forma misteriosa con una sobredosis de heroína en su casa, lo que le lleva a investigar a su entorno. Así descubre por casualidad, que el asesinato fue cometido por alguien, que en esa época se parecía mucho a Kim. Además de ser el jefe del muerto bajo esas misteriosas circunstancias, ese hombre, Arturo Esparza, también resulta ser un informante de la policía, que mató a la víctima porque tenía una relación amorosa con su mujer. El fiscal de entonces utilizó su poder para encubrirlo, ya que lo necesitaba para un caso de suma importancia, que luego lo convirtió en fiscal del distrito. Así se encargó que los tres investigadores del caso encerrasen a conciencia a Kim por el crimen para encubrirlo todo en provecho de ese caso. 
Dodd logra convencer a uno de esos policías a confesarlo todo. Cuando los demás policías y el informante se enteran de que sabe todo, ocurre un enfrentamiento, en el que se descubre, que el informante mató al agresor de Dodd para que no descubriese la verdad dándole para ello heroína pura para su adicción sabiendo que iba a ser mortal para él. Finalmente el informante muere a manos de los dos policías, cuando quiere además matar a Dodd especulando que el fiscal del distrito también iba a encubrir este asesinato.   
Después Dodd se va del lugar sin que los demás policías puedan impedirlo, ya que saben, que el juego había terminado en el momento, en el que él descubrió la verdad, cuando ya había conseguido antes reabrir el caso y llevarlo ante los tribunales. Finalmente Dodd aparece en el juicio, llama al fiscal del distrito al estrado y le hace confesar también todo. El asunto causa un gran revuelo, Shu Kae Kim es absuelto por el crimen y gracias a la absolución también es absuelto en el otro caso de asesinato. Así le dejan finalmente libre, puede volver con su madre y Dodd, que estaba en estado de crisis en su trabajo, recupera su voluntad de continuar en él con Baron a su lado.  

## Reparto
- James Woods - Edward 'Eddie' Dodd
- Robert Downey Jr. - Roger Baron
- Margaret Colin - Kitty Greer
- Yuji Okumoto - Shu Kai Kim
- Kurtwood Smith - Robert Reynard
- Tom Bower - Cecil Skell
- Miguel Fernandes - Arturo 'Art' Esparza
- Charles Hallahan - Vincent Dennehy
- Sully Diaz - Maraquilla Esparza
- Misan Kim - Sra. Kim

## Producción
La película se rodó entre el 1 de marzo de 1988 y el 27 de abril de 1988. Fue filmado en 8 diferentes localidades de Nueva York.

## Recepción
La producción cinematográfica está basada en el concepto de la clásica pareja complementaria de "perro viejo" y "novato con sangre fresca". Según Sensacine, la película no está entre las mejores del género, pero aun así resulta bastante eficaz y disfrutable gracias a su construcción narrativa y su intensidad dramática. Cabe también mencionar, que la película tuvo el éxito suficiente como para que luego se hiciese posteriormente la serie de televisión “Eddie Dodd”.
Hoy en día la película ha sido valorada en portales cinematográficos y por críticos profesionales. En IMDb, con aproximadamente 52 000 votos registrados, el filme obtiene una media ponderada de 6,7 sobre 10. En cuanto a Rotten Tomatoes, los más de 2500 votos registrados allí le dieron una valoración media de 3,6 de 5, mientras que los 23 críticos profesionales que se expresaron allí le dieron una valoración media de 7 de 10. Entre ellos se ha llegado el consenso, que la producción cinematográfica, un thriller legal, pasa definitivamente el listón gracias a un misterio convincente, temas sociales y también gracias a las actuaciones poderosas del par de protagonistas bien emparejados en la película.

## Premios
- Premios Gran Prix: Un Premio
- Premios Edgar Allan Poe: Una Nominación